# Undina (Tschaikowski)
Undina (manchmal auch Undine oder Ondine, russisch: Ундина) ist ein Opernfragment von Pjotr Tschaikowski, das ursprünglich auf drei Akte hin angelegt war.

## Entstehung
Das Werk auf ein Libretto von Wladimir Sollogub wurde 1869 komponiert. Es basiert auf Wassili Schukowskis Übersetzung der Erzählung Undine von Friedrich de la Motte Fouqué.
Tschaikowski entschied sich, das bereits fertiggestellte Werk, das 1870 in Auszügen unter Eduard Merten am Bolschoi-Theater Moskau mit Aleksandra Aleksandrowa-Kotschetowa als Undina und Aleksandr Dodonow als Huldbrand uraufgeführt wurde, zu verwerfen, und vernichtete es zum überwiegenden Teil. Eduard Merten wurde kurz vor 1870 Zweitdirigent am Bolschoi. Er galt als „talentierter Pianist und Komponist von Romanzen, war als Dirigent jedoch vollkommen unerfahren.“
Es gibt eine ganze Reihe von Rekonstruktionen der Oper, die heute immer wieder aufgeführt werden.

## Erhaltene Musiknummern
Die ersten drei Musiknummern sind als Partitur erhalten. Die Nummern 4 und 5 verwendete Tschaikowski anderweitig weiter.
- Nr. 1. Introduktion (Moderato assai),
 wiederverwendet als Introduktion der Musik zum Schauspiel Schneeflöckchen
- Nr. 2. Arie (Undina): „Undines Lied“ (Песнь Ундины). „Водопад мой дядя“, „Der Wasserfall meines Onkels“ (Moderato),
 wiederverwendet als Lels erstes Lied (I.6) in Schneeflöckchen
- Nr. 3.
  - Chor (Volk): „Спасайтесь, спасайтесь“, „Helft, helft“ (Allegro)
  - Duett (Undina, Huldbrand): „О, счастье, миг блаженный“ – „O Freude, seliger Moment“ (Allegro)
  - Finale (Solisten, Chor): „О, смерти час, последний час“ – „O Stunde des Todes“ ([Allegro])
- Nr. 4. Hochzeitsprozession (Andante marziale quasi Moderato),
 wiederverwendet im zweiten Satz der 2. Sinfonie
- Nr. 5. Duett (Undina, Huldbrand): „Ундина, забудь мои преступленья“ – „Undina, vergiss meine Vergehen“ ([Andante non troppo]),
 wiederverwendet in der 5. Variation (II.13) von Schwanensee

## Orchester
Aus den erhaltenen Musiknummern lässt sich auf die folgende Instrumentierung schließen:
- Holzbläser: Piccoloflöte, zwei Flöten, zwei Oboen, zwei Klarinetten, zwei Fagotte
- Blechbläser: vier Hörner, zwei Trompeten, zwei Posaunen, Tuba
- drei Pauken, Schlagzeug: Triangel, Becken, große Trommel
- Klavier
- Harfe
- Streicher: Violinen 1, Violinen 2, Bratschen, Violoncelli, Kontrabässe